# 絕望先生
《絕望先生》是久米田康治創作的日本漫畫作品。2005年於講談社《週刊少年Magazine》22、23合併號至2012年28號連載結束。單行本全30卷。
2007年7月首次被改編成電視動畫、2007年8月隨即播出廣播劇、其後於2008年1月播放第2季、2008年10月推出OVA，而第3季亦於2009年7月開始播放，並於11月發售第二部OVA。
本作獲得2007年度（第31回）講談社漫畫賞（少年部門）。

## 故事簡介
本作以12頁的獨立單元式短篇開展故事。
作者在每一集中、大量滲入對日本的社會現象及自我的嘲諷、並基於作者本身的學識、使用自行創作或特定的詞彙、帶出有關事件、以及有關的笑點。因此作品內隱藏（或不明顯）的物件及文字、讓知情者會心微笑的時事材料、詼諧式模仿及笑話的內容另外、近代文學的復古風格、成爲作品的最大特色。
風格方面有繼承前作《改造新人類》之處、但題材的演繹則大爲收歛、話題方面亦轉趨社會化、因此作品更易令一般人接受。與過往作品一樣、作者有讓以前繪畫過的人物、在本作出現；但礙於小學館擁有舊作的版權、因此只能以曖昧的方式讓他們出場。
作者持有教師執照（教員免許）。因此大眾認爲、這是作者選用老師（先生）身份作主角的原因。
此作的年份號並沒有使用日本現行的年號「平成」、而是延續「昭和」的年號。因此故事開始的年份（2005年）是昭和80年。

倒數第二回中曾經用一個格子表示出實際上故事年份依然是平成，但是故意使用昭和的年號。
值得注意的是，每一回的篇名皆是改自文學著作的名稱或是內文的摘錄。

## 故事舞台

### 高中
依照男主角的說法、這是一間舊學校。校名由學校的贊助業者來命名、時常會變更（第90話時爲鈴木商店高校、第93話時被更改爲山田烏龍麵下井草店高中）。
學校內的班級依照伊呂波順排序、故此2年組爲二年級的第六班、而2年組則是二年級的第五班。

### 2年組
班內的32名學生被稱爲「絕望的學生」、亦被主角稱爲「絕望教室」、但班上的氣氛並不死寂。
班主任是糸色望。
這班離奇地沒有副班主任（暗示其他班別都有副班主任）。
在「空降事件」（第25話）後、一直沒有明示課室名牌（之前一直都有的）、因此暗示有可能本班實際上已變成「1年組」。其後在第28話『本想證明、今年的新年』中、木津千里的學生證上的「第2學年」字樣被改成「第1學年」。而後來也有短暫的變成「三年へ組」。
昭和80年度(2005)與昭和81年度(2006)的點名簿有些不同、可能這一班曾經換班過。
學生編號的安排方面、初見混亂、故此起初見不到學生們的編號。在日文版初版第一集中、部份女生的學號誤記了（詳情請參閱2年組學生的介紹）。中文版則繼承了日文初版的錯誤、而未有更正。
東立中文版誤譯2年29班、因爲在日文50音中排列數爲第29個（一般的日本學校班級是按50音表次序排列；原文則是用伊吕波順以為編班順序所以是應是2年6班）。
在連載大約過了兩年之後、漫畫曾表示2年組全班被留級。

## 出版書籍
| 卷數 | 講談社         | 講談社                 | 東立出版社     | 東立出版社             |
| 卷數 | 發售日期       | ISBN                   | 發售日期       | ISBN                   |
| ---- | -------------- | ---------------------- | -------------- | ---------------------- |
| 1    | 2005年9月16日  | ISBN 4-06-363582-1     | 2006年9月1日   | ISBN 986-11-8505-4     |
| 2    | 2005年12月16日 | ISBN 4-06-363619-4     | 2006年9月1日   | ISBN 986-11-8506-2     |
| 3    | 2006年3月17日  | ISBN 4-06-363646-1     | 2006年10月2日  | ISBN 986-11-8520-8     |
| 4    | 2006年6月16日  | ISBN 4-06-363703-4     | 2006年12月4日  | ISBN 986-11-8733-2     |
| 5    | 2006年9月15日  | ISBN 4-06-363723-9     | 2007年3月15日  | ISBN 978-986-11-9104-1 |
| 6    | 2006年12月15日 | ISBN 4-06-363762-X     | 2007年5月8日   | ISBN 978-986-11-9437-0 |
| 7    | 2007年2月16日  | ISBN 978-4-06-363793-9 | 2007年6月27日  | ISBN 978-986-11-9670-1 |
| 8    | 2007年4月17日  | ISBN 978-4-06-363818-9 | 2007年8月30日  | ISBN 978-986-11-9973-3 |
| 9    | 2007年7月17日  | ISBN 978-4-06-363854-7 | 2007年11月15日 | ISBN 978-986-10-0344-3 |
| 10   | 2007年9月14日  | ISBN 978-4-06-363887-5 | 2007年12月5日  | ISBN 978-986-10-0720-5 |
| 11   | 2007年12月17日 | ISBN 978-4-06-363929-2 | 2008年3月11日  | ISBN 978-986-10-1188-2 |
| 12   | 2008年2月15日  | ISBN 978-4-06-363949-0 | 2008年5月27日  | ISBN 978-986-10-1489-0 |
| 13   | 2008年5月16日  | ISBN 978-4-06-363985-8 | 2008年7月10日  | ISBN 978-986-10-1913-0 |
| 14   | 2008年7月17日  | ISBN 978-4-06-384011-7 | 2008年9月18日  | ISBN 978-986-10-2219-2 |
| 15   | 2008年10月17日 | ISBN 978-4-06-384049-0 | 2008年12月29日 | ISBN 978-986-10-2714-2 |
| 16   | 2009年2月17日  | ISBN 978-4-06-384096-4 | 2009年5月19日  | ISBN 978-986-10-3378-5 |
| 17   | 2009年5月15日  | ISBN 978-4-06-384120-6 | 2009年8月19日  | ISBN 978-986-10-3775-2 |
| 18   | 2009年8月17日  | ISBN 978-4-06-384170-1 | 2009年10月30日 | ISBN 978-986-10-4337-1 |
| 19   | 2009年11月17日 | ISBN 978-4-06-384208-1 | 2010年2月2日   | ISBN 978-986-10-4867-3 |
| 20   | 2010年2月17日  | ISBN 978-4-06-384246-3 | 2010年6月22日  | ISBN 978-986-10-5351-6 |
| 21   | 2010年5月17日  | ISBN 978-4-06-384307-1 | 2010年10月12日 | ISBN 978-986-10-6168-9 |
| 22   | 2010年8月17日  | ISBN 978-4-06-384344-6 | 2010年11月25日 | ISBN 978-986-10-6169-6 |
| 23   | 2010年11月17日 | ISBN 978-4-06-384396-5 | 2011年1月29日  | ISBN 978-986-10-6832-9 |
| 24   | 2011年2月17日  | ISBN 978-4-06-384443-6 | 2011年6月27日  | ISBN 978-986-10-7450-4 |
| 25   | 2011年4月15日  | ISBN 978-4-06-384483-2 | 2011年9月2日   | ISBN 978-986-10-7771-0 |
| 26   | 2011年7月15日  | ISBN 978-4-06-384519-8 | 2011年10月13日 | ISBN 978-986-10-8157-1 |
| 27   | 2011年10月17日 | ISBN 978-4-06-384566-2 | 2012年1月17日  | ISBN 978-986-10-8899-0 |
| 28   | 2012年2月17日  | ISBN 978-4-06-384629-4 | 2012年6月7日   | ISBN 978-986-10-9585-1 |
| 29   | 2012年5月17日  | ISBN 978-4-06-384673-7 | 2012年10月15日 | ISBN 978-986-317-056-3 |
| 30   | 2012年8月17日  | ISBN 978-4-06-384705-5 | 2012年11月26日 | ISBN 978-986-317-686-2 |

### 台灣版與日文原版的差異
- 譯名
  - 將「糸色」誤植作「系色」（第一集至第三集，經讀者反映後第四集開始修正）。[7]
  - 用五十音順推算（而不是）、將譯成了「2年29班」（由第一集起沿用至214話，以後改成了2年6班）、但是單行本未修正。
  - 將翻作「一日先生」（第六集第51話）
  - 將「尼特族（NEET）」跟「御宅族（otaku）」同樣地譯作御宅族（第五集第45話）

- 未收錄內容
  - 第二集：（本集問卷調查）
  - 第四集：（特集  兩人會往哪兒去  久本康×米田治【異色對談】）
  - 第六集：（緊急救濟企劃）

- 連載
  - 2007年12月7日起於《新少年快報》連載、從101話開始。
  - 2012年7月13日於《新少年快報》連載結束、301話完。

## 動畫

### 製作概要
本作於2007年首次動畫化，於7月7日至9月23日播放。每集都環繞一個大主題開始故事，故事內容亦主要是爲介紹角色出場。片尾畫面則請來其他知名漫畫家負責插畫。本作獲頒第11屆日本新媒體動漫藝術節動畫部門審查委員會推薦作品。
《俗·絕望先生》是繼第1季大獲好評後出現的作品，於2008年1月5日至2008年3月29日播放。每集改爲分三個單元故事、節奏亦大爲加快。而被諷刺爲「原作粉碎機」的新房昭之和編輯出身的小黑祐一郎亦加強了動畫的惡搞內容，使劇情甚至表達形式都變得相當瘋狂。
其後，本作隨著講談社新推出的OAD企劃再度動畫化。被稱爲「第2.5季」的，全部共三卷（上、註、下）。上卷和2008年10月17日發售的单行本第十五集初回限定版一起發售，下卷在2009年2月17日和第十六集的初回限定版一起發售；兩卷定价都是3470日元，和日語「再見」（さよなら）的讀音相同。而則於2008年12月10日獨立發售，定价4725日元。
後來亦推出了系列中的第3季《懺·絕望先生》。於2009年7月4日開始播放。本季延續了第2季和OAD作品的特色，而每兩集都有一部分故事具上下編的連貫性。製作組在開播不久決定同時推出新的OAD《懺·絕望先生 番外地》。其上卷與2009年11月17日推出的單行本第十九卷初回限定版一起發售，下卷則與2010年2月17日推出的單行本第二十卷初回限定版一起發售。每卷定價為3470日元。

### 製作人員
| 職位       | 無印                       | 俗                          | 獄                                                     | 懺                     | 懺番外地                                               | Blu-ray BOX 紀念動畫   |
| ---------- | -------------------------- | --------------------------- | ------------------------------------------------------ | ---------------------- | ------------------------------------------------------ | ---------------------- |
| 企劃       | 大月俊倫                   | 大月俊倫                    | 大月俊倫                                               | 森山敦（講談社）       | 森田浩章（講談社） 松下卓也（講談社） 森山敦（講談社） | 森山敦（講談社）       |
| 原作       | 久米田康治                 | 久米田康治                  | 久米田康治                                             | 久米田康治             | 久米田康治                                             | 久米田康治             |
| 監督       | 新房昭之                   | 新房昭之                    | 新房昭之                                               | 新房昭之               | 新房昭之                                               | 新房昭之               |
| 副監督     | 龍輪直征                   | 龍輪直征                    | 龍輪直征                                               | 龍輪直征               | 龍輪直征                                               | 龍輪直征               |
| 總演出     |                            | 宮本幸裕                    | 宮本幸裕                                               | 宮本幸裕               | 宮本幸裕                                               |                        |
| 構成       | 金卷兼一（系列）           | 小黑祐一郎（系列） 東富耶子 | 東富耶子 新房昭之                                      | 東富耶子 新房昭之      | 東富耶子 新房昭之                                      | 東富耶子 新房昭之      |
| 角色設計   | 守岡英行                   | 守岡英行                    | 守岡英行                                               | 守岡英行               | 守岡英行                                               | 守岡英行               |
| 總作畫監督 | 守岡英行 山村洋貴 伊藤良明 | 守岡英行 山村洋貴           | 守岡英行 山村洋貴                                      | 守岡英行 山村洋貴      | 守岡英行 山村洋貴                                      | 守岡英行 山村洋貴      |
| 美術監督   | 加藤浩                     | 栫                          | 飯島壽治                                               | 飯島壽治               | 飯島壽治                                               | 飯島壽治               |
| 色彩設計   | 瀧澤泉                     | 瀧澤泉                      | 瀧澤泉                                                 | 瀧澤泉                 | 日比野仁（監修） 瀧澤泉                                | 瀧澤泉                 |
| 視覺效果   | 酒井基                     | 酒井基                      | 酒井基                                                 | 酒井基                 | 酒井基                                                 | 酒井基                 |
| 攝影監督   | 江上憐                     | 江上憐                      | 江上憐                                                 | 內村祥平               | 內村祥平                                               | 內村祥平               |
| 剪接       | 關一彥                     | 關一彥                      | 關一彥                                                 | 關一彥                 | 關一彥                                                 | 關一彥                 |
| 音響監督   | 龜山俊樹                   | 龜山俊樹                    | 龜山俊樹                                               | 龜山俊樹               | 龜山俊樹                                               | 龜山俊樹               |
| 音樂       | 長谷川智樹                 | 長谷川智樹                  | 長谷川智樹                                             | 長谷川智樹             | 長谷川智樹                                             | 長谷川智樹             |
| 音樂製作   | STARCHILD                  | STARCHILD                   | STARCHILD                                              | STARCHILD              | STARCHILD                                              | STARCHILD              |
| 製作人     | 森山敦（講談社）           | 森山敦（講談社）            | 森田浩章（講談社） 針生雅行（講談社） 森山敦（講談社） | 宮本純乃介（講談社）   | 宮本純乃介（講談社）                                   | 宮本純乃介（講談社）   |
| 動畫製作人 | 久保田光俊                 | 久保田光俊                  | 久保田光俊                                             | 久保田光俊             | 久保田光俊                                             | 久保田光俊             |
| 動畫製作   | SHAFT                      | SHAFT                       | SHAFT                                                  | SHAFT                  | SHAFT                                                  | SHAFT                  |
| 製作       | 絕望先生製作委員會         | 絕望先生製作委員會          | 獄．絕望先生製作委員會                                 | 懺．絕望先生製作委員會 | 「懺．絕望先生番外地」製作委員會                       | 懺．絕望先生製作委員會 |

### 歌曲

#### 主題曲
絕望先生
片頭曲
（第1-9和12話）
主唱：與絕望少女們（野中藍、井上麻里奈、小林優、澤城美雪、新谷良子）
作詞：、作曲・編曲：NARASAKI
導演：尾石達也
（第10-11話）
主唱：絕望少女們（野中藍、井上麻里奈、小林優、新谷良子）
作詞：村野直球、作曲・編曲：川田瑠夏
導演：龍輪直征、宮本幸裕
片尾曲
（絕世美人）（第1-12話）
主唱：絕望少女們（野中藍、井上麻里奈、小林優、新谷良子）
作詞：只野菜摘、作曲・編曲：橋本由香利
分鏡、演出、作畫監督：大田和寬
俗．絕望先生／獄．絕望先生
片頭曲
（空想倫巴）（俗第1-3、5-6、8-10、12-13話，獄上、注）
歌：與絕望少女們（風浦可符香、木津千里、木村卡愛拉、關內・瑪麗亞・太郎、日塔奈美）
作詞：、作曲、編曲：NARASAKI
其中除了第1及第2集外、其他集主題曲的人體解剖圖背景取自日本古代的人體解剖學書籍《解體新書》。
導演：龍輪直征、宮本幸裕
《獄》中片頭動畫經過大幅修改，以馬戲團和角色肢體爲剪貼加工。
（Lili Cure GO!GO!）（俗第7話）
歌：
作詞：、作曲、編曲：大久保薰
導演：錦織敦史
（空想倫巴Rap）（獄下）
歌：與絕望少女們、Rapbit
作詞：、Rapbit、作曲：NARASAKI、Rapbit、編曲：NARASAKI
演出：劇團狗咖哩
第11集的片頭並沒有使用主題曲、而是戲仿1970年代由東映出品的《金田一耕助》推理電影系列。
片尾曲
（羅馬式的戀愛）（俗第1-4話）
歌：絕望少女們（小森霧、常月纏、小節浴、藤吉晴美）
作詞：村野直球、作曲、編曲：橋本由香利
（扯線木偶）（俗第5-12話，獄上）
歌：ROLLY與絕望少女們（小森霧、常月纏、關內・瑪麗亞・太郎、小節浴、藤吉晴美）
作詞：ROLLY、作曲：ROLLY、長谷川智樹、編曲：長谷川智樹
（護身符）（俗第13話，獄註、下）
歌：絕望少女們（風浦可符香、木津千里、木村卡愛拉、日塔奈美）
作詞：只野菜摘、作曲、編曲：川田瑠夏
懺．絕望先生
片頭曲
「』（摘下蘋果的光束）（第1話-第13話，懺．番外地上、下）
歌：與絕望少女們（風浦可符香、木津千里、木村卡愛拉、關內・瑪麗亞・太郎、日塔奈美）
作詞：、作曲、編曲：NARASAKI
《懺．番外地》中片頭動畫經過大幅修改。
片尾曲
（絕望料理店）（第1-9話、第13話，懺上）
歌：絕望少女們（小森霧、常月纏、小節浴、藤吉晴美）
作詞：只野菜摘，作曲、編曲：橋本由香利
（暗闇心中相思相愛，懺下）
歌：糸色望（神谷浩史）
作詞：只野菜摘，作曲、編曲：川田瑠夏

#### 插曲
（個別課程）（懺第12話「香豔!卡愛拉老師」）
歌：木村卡愛拉（小林優）
作詞：こだまさおり、作曲、編曲：河合英嗣
（再見！絕望老師）（懺第13話「夜間清彥飛行」）
歌：與絕望少女們（風浦可符香、木津千里、木村卡愛拉、日塔奈美）
作詞：、作曲、編曲：NARASAKI

### 每集標題
| 話數                          | 日文標題 | 中文標題                                          | 改編漫畫              | 劇本／構成        | 分鏡                       | 演出              | 作畫監督                              | 片尾插畫     | 繪圖歌擔當                      |
| ----------------------------- | -------- | ------------------------------------------------- | --------------------- | ----------------- | -------------------------- | ----------------- | ------------------------------------- | ------------ | ------------------------------- |
| 第一期 絕望先生               |          |                                                   |                       |                   |                            |                   |                                       |              |                                 |
| 1                             |          | 再見絕望先生                                      | 1、2、8               | 金卷兼一          | 福田道生                   | 宮本幸裕          | 山村洋貴                              | 藤田和日郎   | -                               |
| 2                             |          | 過了隧道就是青天白雲                              | 3、4、8               | 高山克彥          | 森義博                     | 森義博            | 古川英樹                              | 上條明峰     | -                               |
| 3                             |          | 從那個國家飛過來吧                                | 6、9                  | 金卷兼一          | 龍輪直征 潮月一也          | 板村智幸          | 潮月一也                              | 瀨尾公治     | -                               |
| 4                             |          | 不怕肘、不怕膝                                    | 5、7                  | 高山克彥          | 田中穰                     | 飯村正之          | 田中穰                                | 西本英雄     | -                               |
| 5                             |          | 斑點與排毒                                        | 42、45                | 高山克彥          | 山村洋貴 宮崎修治 清水慶太 | 吉田秀之          | 實原登                                | 木尾士目     | -                               |
| 6                             |          | 在對看之前跳躍吧                                  | 17、18                | 久保田雅史        | 音間聞                     | 板村智幸          | 湖川友謙                              | 曾山一壽     | -                               |
| 7                             |          | 某天早上，古雷格爾·薩姆薩一醒來，發現自己抬著神轎 | 15、26                | 高山克彥          | 森義博                     | 森義博            | 古川英樹                              | 高橋留美子   | -                               |
| 8                             |          | 我注定活在陰影下                                  | 14、19                | 久保田雅史        | 福田道生                   | 鎌田祐輔          | 田中穰                                | 荒川弘       | -                               |
| 9                             |          | 給富士夜來香是個錯誤                              | 27、28                | 金卷兼一          | 鎌田祐輔                   | 吉田秀之          | 實原登                                | 瀧波ユカリ   | -                               |
| 10                            |          | 非燒了生八橋不可                                  | 22、23、24            | 久保田雅史        | 福田道生                   | 宮本幸裕 板村智幸 | 西田美彌子 湖川友謙                   | 朝基勝士     | -                               |
| 11                            |          | 不行喔，不是有原著嗎                              | 29、33、53            | 金巻兼一          | 森義博                     | 森義博            | 古川英樹                              | 寺嶋裕二     | -                               |
| 12                            |          | 給您惹了天大麻煩！                                | 46、55                | 高山克彥          | 尾石達也                   | 飯村正之          | 大田和寬 田中穰 守岡英行              | 久米田康治   | -                               |
| 第二期 俗．絕望先生           |          |                                                   |                       |                   |                            |                   |                                       |              |                                 |
| 1                             |          | 男爵的妄言                                        | 第1卷前情提要         | 東富耶子          | 龍輪直征 宮本幸裕          | 宮本幸裕          | 大田和寬                              | 寺田克也     | -                               |
| 1                             |          | 本班是充滿問題的教室，請您瞭解這點                | 10                    | 東富耶子          | 龍輪直征 宮本幸裕          | 宮本幸裕          | 大田和寬                              | 寺田克也     | -                               |
| 2                             |          | 才正撥開瀏海的                                    | 12                    | 東富耶子          | 實原登 板村智幸            | 加藤顯            | 實原登                                | 亞櫻丸       | -                               |
| 2                             |          | 蒂芬尼裝飾                                        | 85                    | 東富耶子          | 實原登 板村智幸            | 加藤顯            | 古川英樹                              | 亞櫻丸       | -                               |
| 2                             |          | 不新的人啊，覺醒吧                                | 50                    | 東富耶子          | 實原登 板村智幸            | 加藤顯            | 古川英樹                              | 亞櫻丸       | -                               |
| 3                             |          | 十七歲啦，要不要抓抓看自己的皺紋？                | 74                    | 東富耶子          | 鎌田祐輔                   | 鎌田祐輔          | 守岡英行                              | 氷川へきる   | -                               |
| 3                             |          | 義務與軍隊                                        | 71                    | 東富耶子          | 鎌田祐輔                   | 鎌田祐輔          | 日下岳史                              | 氷川へきる   | -                               |
| 3                             |          | 「不要一語帶過！」美樂斯突然站起來如此反駁        | 90                    | 東富耶子          | 鎌田祐輔                   | 鎌田祐輔          | 宮西多麻子                            | 氷川へきる   | -                               |
| 4                             |          | 路旁的畫師                                        | 100                   | 東富耶子          | 中澤勇一                   | 森義博            | 中澤勇一                              | 幾原邦彥     | -                               |
| 4                             |          | 我老是讀羞於見人的書                              | 22                    | 東富耶子          | 森義博                     | 森義博            | 古川英樹                              | 幾原邦彥     | -                               |
| 4                             |          | 清凉的夏天                                        | 100                   | 東富耶子          | 森義博                     | 森義博            | 古川英樹                              | 幾原邦彥     | -                               |
| 5                             |          | 文化系圖                                          | 68                    | 東富耶子          | 飯村正之                   | 飯村正之          | 西田美彌子                            | 畑健二郎     | -                               |
| 5                             |          | 我從前常當他是剩下來的                            | 35                    | 東富耶子          | 湖川友謙                   | 飯村正之          | 湖川友謙                              | 畑健二郎     | -                               |
| 5                             |          | 向著販賣恩情的彼方                                | 98                    | 東富耶子          | 龍輪直征                   | 飯村正之          | 貞方希久子                            | 畑健二郎     | -                               |
| 6                             |          | 你別知道                                          | 13                    | 東富耶子          | 加藤顯                     | 加藤顯            | 村松尚雄                              | 安彥良和     | -                               |
| 6                             |          | 無夢芳一的故事                                    | 47                    | 東富耶子          | 加藤顯                     | 加藤顯            | 岡本健一郎                            | 安彥良和     | -                               |
| 6                             |          | 隱瞞兵                                            | 97                    | 東富耶子          | 加藤顯                     | 加藤顯            | 村松尚雄                              | 安彥良和     | -                               |
| 7                             |          | 被講過百萬次的貓                                  | 54                    | 東富耶子          | 板村智幸                   | 板村智幸          | 田中穰                                | 湖川友謙     | -                               |
| 7                             |          | 小紅帽，睡吧，要當心                              | 第5、9、10卷卷末      | 東富耶子          | 錦織敦史                   | 錦織敦史          | 錦織敦史                              | 湖川友謙     | -                               |
| 7                             |          | 津輕通信教育                                      | 36                    | 東富耶子          | 吉松孝博                   | 高橋正典          | 吉松孝博                              | 湖川友謙     | -                               |
| 8                             |          | 間諜布丁                                          | 107                   | 東富耶子          | 飯村正之                   | 飯村正之          | 宮崎修治                              | 竹本泉       | -                               |
| 8                             |          | 暴露的果實成熟之時                                | 94                    | 東富耶子          | 飯村正之                   | 飯村正之          | 岡本健一郎                            | 竹本泉       | -                               |
| 8                             |          | 半分捕物帳                                        | 65                    | 東富耶子          | 飯村正之                   | 飯村正之          | 宮崎修治                              | 竹本泉       | -                               |
| 9                             |          | 一個人比組搭檔好呢                                | 34                    | 東富耶子          | 富田浩章                   | 富田浩章          | 日下岳史                              | 鶴田謙二     | -                               |
| 9                             |          | 奧之通道                                          | 108                   | 東富耶子          | 富田浩章                   | 富田浩章          | 貞方希久子                            | 鶴田謙二     | -                               |
| 9                             |          | 絕望格鬥                                          | 原創                  | 東富耶子          | 今石洋之                   | 小竹步            | 芳垣祐介                              | 鶴田謙二     | -                               |
| 10                            |          | 劣化流水                                          | 106                   | 東富耶子          | 湖川友謙                   | 鎌田祐輔          | 湖川友謙 田中穰 西田美彌子            | 有馬啟太郎   | -                               |
| 10                            |          | 痴人的煞有其事                                    | 113                   | 東富耶子          | 鎌田祐輔                   | 鎌田祐輔          | 田中穰                                | 有馬啟太郎   | -                               |
| 10                            |          | 門外漢的條件                                      | 111                   | 東富耶子          | 鎌田祐輔                   | 鎌田祐輔          | 宮西多麻子                            | 有馬啟太郎   | -                               |
| 11                            |          | 黑色的十二位絕望少女                              | 原创                  | 東富耶子          | 龍輪直征                   | 宮本幸裕          | 西田美彌子 村山公輔                   | 柴田ヨクサル | -                               |
| 11                            |          | 希望本月今晚的月色能被我的淚蒙上陰雲              | 11                    | 東富耶子          | 佐伯昭志                   | 佐伯昭志          | 日下岳史                              | 柴田ヨクサル | -                               |
| 12                            |          | 著陸的榮耀                                        | 99                    | 東富耶子          | 飯村正之                   | 飯村正之          | 岡本健一郎                            | 蒼樹うめ     | -                               |
| 12                            |          | 某位女性 角色                                     | 78                    | 東富耶子          | 飯村正之                   | 飯村正之          | 清水慶太                              | 蒼樹うめ     | -                               |
| 12                            |          | 破浪的逆流                                        | 51                    | 東富耶子          | 飯村正之                   | 飯村正之          | 宮崎修治                              | 蒼樹うめ     | -                               |
| 13                            |          | 鎌倉妙本寺解雇                                    | 81                    | 東富耶子          | 佐伯昭志                   | 佐伯昭志          | 貞方希久子                            | 久米田康治   | -                               |
| 13                            |          | 大導寺信輔的聲音                                  | 112                   | 東富耶子          | 板村智幸                   | 板村智幸          | 山村洋貴                              | 久米田康治   | -                               |
| 13                            |          | 在兄妹的前提下                                    | 52                    | 東富耶子          | 宮本幸裕                   | 宮本幸裕          | 田中穰                                | 久米田康治   | -                               |
| OAD第一期 獄．絕望先生        |          |                                                   |                       |                   |                            |                   |                                       |              |                                 |
| 上                            |          | 甜姬                                              | 126                   | 東富耶子 新房昭之 | 龍輪直征                   | 宮本幸裕          | 古川英樹 村山公輔 山村洋貴 守岡英行   | 大森英敏     | 風浦可符香（P.N.） 日塔奈美     |
| 上                            |          | 違禁抄                                            | 109                   | 東富耶子 新房昭之 | 山村洋貴                   | 宮本幸裕          | 山村洋貴                              | 大森英敏     | -                               |
| 上                            |          | 原型之盾                                          | 70                    | 東富耶子 新房昭之 | 龍輪直征                   | 宮本幸裕          | 守岡英行                              | 大森英敏     | -                               |
| 注                            |          | 有言道：过程的幸福是诸恶之源                      | 138                   | 東富耶子 新房昭之 | 龍輪直征                   | 飯村正之          | 田中穰                                |              | -                               |
| 注                            |          | 预言省告示                                        | 150                   | 東富耶子 新房昭之 | 飯村正之                   | 飯村正之          | 伊藤良明 守岡英行                     |              | -                               |
| 注                            |          | 七零八落的名字                                    | 69                    | 東富耶子 新房昭之 | 宮本幸裕                   | 宮本幸裕          | 山村洋貴                              |              | -                               |
| 下                            |          | 暗中問答                                          | 149                   | 東富耶子 新房昭之 | 龍輪直征                   | 宮本幸裕          | 村山公輔                              | 神谷浩史     | -                               |
| 下                            |          | 輸家的草子                                        | 130                   | 東富耶子 新房昭之 | 龍輪直征                   | 飯村正之          | 田中穰                                | 神谷浩史     | -                               |
| 下                            |          | 一段往事                                          | 原創                  | 久米田康治        | 龍輪直征                   | 宮本幸裕          | 岩崎安利                              | 神谷浩史     | -                               |
| 第三期 懺．絕望先生           |          |                                                   |                       |                   |                            |                   |                                       |              |                                 |
| 1                             |          | 通往落園的道路                                    | 127                   | 東富耶子 新房昭之 | 龍輪直征                   | 宮本幸裕          | 守岡英行                              | 沙村廣明     | 小節浴 木村卡愛拉               |
| 1                             |          | 春天的郵差總按兩次鈴                              | 134                   | 東富耶子 新房昭之 | 龍輪直征                   | 宮本幸裕          | 工藤裕加                              | 沙村廣明     | 小節浴 木村卡愛拉               |
| 1                             |          | 暴露山莊                                          | 103                   | 東富耶子 新房昭之 | 龍輪直征                   | 宮本幸裕          | 山村洋貴                              | 沙村廣明     | 小節浴 木村卡愛拉               |
| 2                             |          | 持有的女人                                        | 154                   | 東富耶子 新房昭之 | 飯村正之                   | 飯村正之          | 田中穰                                | 黑咲練導     | 關內・瑪麗亞・太郎 瑪麗亞的朋友 |
| 2                             |          | 俄羅斯時間傳奇                                    | 129                   | 東富耶子 新房昭之 | 飯村正之                   | 飯村正之          | 山村洋貴 守岡英行 高野晃久 潮月一也   | 黑咲練導     | 關內・瑪麗亞・太郎 瑪麗亞的朋友 |
| 2                             |          | 暴露山莊Part2                                     | 103                   | 東富耶子 新房昭之 | 龍輪直征                   | 宮本幸裕          | 山村洋貴                              | 黑咲練導     | 關內・瑪麗亞・太郎 瑪麗亞的朋友 |
| 3                             |          | ×的悲劇                                           | 163                   | 東富耶子 新房昭之 | 龍輪直征                   | 龍輪直征          | 前田達之                              | 中村明日美子 | 芽留的父親 浴的父親             |
| 3                             |          | 我不回日本了，我無法下定這個決心。                | 96                    | 東富耶子 新房昭之 | 龍輪直征                   | 龍輪直征          | 田中穰                                | 中村明日美子 | 芽留的父親 浴的父親             |
| 3                             |          | 保護過度醫生                                      | 104                   | 東富耶子 新房昭之 | 龍輪直征                   | 宮本幸裕          | 工藤裕加                              | 中村明日美子 | 芽留的父親 浴的父親             |
| 4                             |          | 汝何以爲真人類乎                                  | 141                   | 東富耶子 新房昭之 | 板村智幸                   |                   | 山縣亞紀                              | 榎本俊二     | 常月纏 小森霧                   |
| 4                             |          | 祝系圖                                            | 145                   | 東富耶子 新房昭之 | 板村智幸                   |                   | 山縣亞紀                              | 榎本俊二     | 常月纏 小森霧                   |
| 4                             |          | 保護過度醫生Part2                                 | 104                   | 東富耶子 新房昭之 | 龍輪直征                   | 宮本幸裕          | 工藤裕加                              | 榎本俊二     | 常月纏 小森霧                   |
| 5                             |          | 打過多                                            | 174                   | 東富耶子 新房昭之 | 龍輪直征                   | 所俊克            | 小林一三                              | 田丸浩史     | 糸色交 音無芽留                 |
| 5                             |          | 「阿」與「閏」與「比」的冒險                      | 166                   | 東富耶子 新房昭之 | 龍輪直征                   | 所俊克            | 中村直人 潮月一也                     | 田丸浩史     | 糸色交 音無芽留                 |
| 5                             |          | 麥田放生手                                        | 105                   | 東富耶子 新房昭之 | 龍輪直征                   | 龍輪直征          | 近藤一英                              | 田丸浩史     | 糸色交 音無芽留                 |
| 6                             |          | 麥迪遜的麻疹                                      | 128                   | 東富耶子 新房昭之 | 龍輪直征                   | 近藤一英          | 原田峰文                              | 林家志弦     | 木津千里 藤吉晴美               |
| 6                             |          | 夜晚的多邊形                                      | 157                   | 東富耶子 新房昭之 | 龍輪直征                   | 宮本幸裕          | 守岡英行 田中穰                       | 林家志弦     | 木津千里 藤吉晴美               |
| 6                             |          | 麥田放生手Part2                                   | 105                   | 東富耶子 新房昭之 | 龍輪直征                   | 宮本幸裕          | 岩崎安利                              | 林家志弦     | 木津千里 藤吉晴美               |
| 7                             |          | 人造人會擁有成爲機器新娘的夢想嗎？                | 158                   | 東富耶子 新房昭之 | 龍輪直征                   | 高橋正典          | 田中穣 青葉                           | 志村貴子     | 根津美子 丸内翔子               |
| 7                             |          | 將軍失格                                          | 83                    | 東富耶子 新房昭之 | 龍輪直征                   | 高橋正典          | 潮月一也 中村直人 原田峰文 高野晃久   | 志村貴子     | 根津美子 丸内翔子               |
| 7                             |          | 「啊，是驚喜。」我茫然地低聲說著                  | 153                   | 東富耶子 新房昭之 | 板村智幸                   | 龍輪直征          | 岩崎安利                              | 志村貴子     | 根津美子 丸内翔子               |
| 8                             |          | 「啊，是驚喜。」我茫然地低聲說著Part2             | 153                   | 東富耶子 新房昭之 | 板村智幸                   | 龍輪直征          | 岩崎安利                              | 浅田弘幸     | 加賀愛 木野國也                 |
| 8                             |          | 告白縮緬組                                        | 165                   | 東富耶子 新房昭之 | 龍輪直征                   | 清水久敏          | 高野晃久 潮月一也 岩崎安利            | 浅田弘幸     | 加賀愛 木野國也                 |
| 8                             |          | 最後與起始的江之電                                | 160                   | 東富耶子 新房昭之 | 劇團狗咖哩                 | 劇團狗咖哩        | 劇團狗咖哩                            | 浅田弘幸     | 加賀愛 木野國也                 |
| 9                             |          | 成爲尼姑的佛腳                                    | 124                   | 東富耶子 新房昭之 | 飯村正之                   | 飯村正之          | 山縣亞紀                              | 宇仁田由美   | 大草麻菜實 大浦可奈子           |
| 9                             |          | 三十年後的正確答案                                | 172                   | 東富耶子 新房昭之 | 飯村正之                   | 飯村正之          | 田中穰 青葉たろ 岩崎安利              | 宇仁田由美   | 大草麻菜實 大浦可奈子           |
| 9                             |          | 傑雷米與龍蛋                                      | 169                   | 東富耶子 新房昭之 | 龍輪直征                   | 宮本幸裕          | 小林一三                              | 宇仁田由美   | 大草麻菜實 大浦可奈子           |
| 10                            |          | 有裂縫的蛋                                        | 176                   | 東富耶子 新房昭之 | 近藤一英                   | 近藤一英          | 原田峰文                              | 上條淳士     | 一日 久藤准                     |
| 10                            |          | 你要瞭解鄰國                                      | 156                   | 東富耶子 新房昭之 | 近藤一英                   | 近藤一英          | 原田峰文                              | 上條淳士     | 一日 久藤准                     |
| 10                            |          | 傑雷米與龍蛋Part2                                 | 169                   | 東富耶子 新房昭之 | 龍輪直征                   | 宮本幸裕          | 小林一三                              | 上條淳士     | 一日 久藤准                     |
| 11                            |          | 眼鏡仔之家                                        | 86                    | 東富耶子 新房昭之 | 高村彰                     | 信田              | 鎌田均                                | 日本橋ヨヲコ | 臼井影郎 糸色景                 |
| 11                            |          | 閉門之路                                          | 183                   | 東富耶子 新房昭之 | 龍輪直征                   | 龍輪直征          | 小林一三                              | 日本橋ヨヲコ | 臼井影郎 糸色景                 |
| 11                            |          | 學者找麻煩看到的和服                              | 159                   | 東富耶子 新房昭之 | 高村彰                     | 信田              | 前田達之                              | 日本橋ヨヲコ | 臼井影郎 糸色景                 |
| 12                            |          | 三次之後                                          | 170                   | 東富耶子 新房昭之 | 鎌田祐輔                   | 鎌田祐輔          | 北崎正浩                              | 田島昭宇     | MAEDAX R 冬將軍                 |
| 12                            |          | 來不及隱瞞的秘密                                  | 178                   | 東富耶子 新房昭之 | 鎌田祐輔                   | 鎌田祐輔          | 田中穰                                | 田島昭宇     | MAEDAX R 冬將軍                 |
| 12                            |          | 閉門之路Part2                                     | 183                   | 東富耶子 新房昭之 | 龍輪直征                   | 龍輪直征          | 小林一三                              | 田島昭宇     | MAEDAX R 冬將軍                 |
| 12                            |          | 香豔！卡愛拉老師                                  | 第15卷附錄            | 東富耶子 新房昭之 | 龍輪直征                   | 鎌田祐輔 宮本幸裕 | 村山公輔 岩崎安利                     | 田島昭宇     | MAEDAX R 冬將軍                 |
| 13                            |          | 錯字院原的復仇                                    | 187                   | 東富耶子 新房昭之 | 近藤一英                   | 近藤一英          | 原田峰文                              | 久米田康治   | 大槻 木村楓                     |
| 13                            |          | 我們是奈勒斯                                      | 179                   | 東富耶子 新房昭之 | 飯村正之                   | 宮本幸裕          | 青葉                                  | 久米田康治   | 大槻 木村楓                     |
| 13                            |          | 樂天大賞                                          | Magazine Dragon番外篇 | 東富耶子 新房昭之 | 龍輪直征                   | 宮本幸裕          | 田中穰                                | 久米田康治   | 大槻 木村楓                     |
| 13                            |          | 夜間清彥飛行                                      | Magazine Dragon番外篇 | 東富耶子 新房昭之 | 龍輪直征                   | 宮本幸裕          | 岩崎安利                              | 久米田康治   | 大槻 木村楓                     |
| OAD第二期 懺．絕望先生 番外地 |          |                                                   |                       |                   |                            |                   |                                       |              |                                 |
| 上                            |          | 抗議的真締                                        | 136                   | 東富耶子 新房昭之 | 龍輪直征                   | 龍輪直征          | 田中穰                                | 村田蓮爾     | -                               |
| 上                            |          | 流行苦短，奔跑吧少女                              | 184                   | 東富耶子 新房昭之 | 高橋正典                   | 高橋正典          | 岩崎安利                              | 村田蓮爾     | -                               |
| 上                            |          | 散落．充滿                                        | 190                   | 東富耶子 新房昭之 | 龍輪直征                   | 宮本幸裕          | 青葉                                  | 村田蓮爾     | -                               |
| 下                            |          | 病毒將軍與三兄弟醫生                              | 181                   | 東富耶子 新房昭之 | 龍輪直征                   | 龍輪直征          | 田中穰                                | 西炯子       | -                               |
| 下                            |          | 神先生被沖走了                                    | 193                   | 東富耶子 新房昭之 | 龍輪直征                   | 清水久敏          | 山村洋貴                              | 西炯子       | -                               |
| 下                            |          | 有言的世界                                        | 140                   | 東富耶子 新房昭之 | 宮本幸裕                   | 宮本幸裕          | 岩崎安利                              | 西炯子       | -                               |
| 絕望先生 Blu-ray BOX化紀念話  |          |                                                   |                       |                   |                            |                   |                                       |              |                                 |
| -                             |          | 到殺人現場落下絕望                                | 原創                  | 高山克彥          | 龍輪直征 岩崎安利          | 岩崎安利          | 村山公輔 中澤勇一 梶浦紳一郎 潮月一也 | 泰           | -                               |
| -                             |          | 喵京的基督                                        | 231                   | 東富耶子 新房昭之 | 龍輪直征                   | 川畑喬            | 梶浦紳一郎                            | 泰           | -                               |
| -                             |          | 痕癢的地方                                        | 第24卷卷末            | 東富耶子 新房昭之 | 岩崎安利                   | 川畑喬            | 山村洋貴                              | -            | -                               |

### 播放電視台
絶望先生
| 地區     | 電視台       | 播放期間                 | 播放日時                   | 所屬聯播網 | 備註   |
| -------- | ------------ | ------------------------ | -------------------------- | ---------- | ------ |
| 神奈川縣 | 神奈川電視台 | 2007年7月7日 - 9月22日   | 星期六 24時30分 - 25時00分 | 獨立UHF局  |        |
| 千葉縣   | 千葉電視台   | 2007年7月8日 - 9月23日   | 星期日 23時30分 - 24時00分 | 獨立UHF局  |        |
| 埼玉縣   | 埼玉電視台   | 2007年7月8日 - 9月23日   | 星期日 25時00分 - 25時30分 | 獨立UHF局  |        |
| 兵庫縣   | SUN電視台    | 2007年7月9日 - 9月24日   | 星期一 24時00分 - 24時30分 | 獨立UHF局  |        |
| 東京都   | TOKYO MX     | 2007年7月9日 - 9月24日   | 星期一 25時30分 - 26時00分 | 獨立UHF局  |        |
| 愛知縣   | 愛知電視台   | 2007年7月9日 - 9月24日   | 星期一 26時05分 - 26時35分 | 東京電視網 |        |
| 京都府   | KBS京都      | 2007年7月11日 - 9月26日  | 星期三 25時30分 - 26時00分 | 獨立UHF局  |        |
| 鹿兒島縣 | 鹿兒島電視台 | 2008年1月17日 - 4月10日  | 星期四 26時10分 - 26時40分 | 富士電視網 |        |
| 日本全國 | KIDS STATION | 2007年7月25日 - 10月10日 | 星期三 24時00分 - 24時30分 | 衛星電視   | 有重播 |

【俗・】絶望先生
| 地區     | 電視台       | 播放期間                | 播放日時                   | 所屬聯播網 | 備註               |
| -------- | ------------ | ----------------------- | -------------------------- | ---------- | ------------------ |
| 神奈川縣 | 神奈川電視台 | 2008年1月5日 - 3月29日  | 星期六 24時30分 - 25時00分 | 獨立UHF局  |                    |
| 千葉縣   | 千葉電視台   | 2008年1月6日 - 3月30日  | 星期日 23時30分 - 24時00分 | 獨立UHF局  |                    |
| 埼玉縣   | 埼玉電視台   | 2008年1月6日 - 3月30日  | 星期日 25時00分 - 25時30分 | 獨立UHF局  |                    |
| 兵庫縣   | SUN電視台    | 2008年1月7日 - 3月31日  | 星期一 24時00分 - 24時30分 | 獨立UHF局  |                    |
| 東京都   | TOKYO MX     | 2008年1月7日 - 3月31日  | 星期一 25時30分 - 26時00分 | 獨立UHF局  |                    |
| 愛知縣   | 愛知電視台   | 2008年1月7日 - 3月31日  | 星期一 26時05分 - 26時35分 | 東京電視網 |                    |
| 京都府   | KBS京都      | 2008年1月9日 - 4月2日   | 星期三 25時30分 - 26時00分 | 獨立UHF局  |                    |
| 鹿兒島縣 | 鹿兒島電視台 | 2008年8月7日 - 10月30日 | 星期四 26時10分 - 26時40分 | 富士電視網 | ひょうたん書店提供 |
| 日本全國 | BS11         | 2008年1月11日 - 4月4日  | 星期五 24時30分 - 25時00分 | 衛星電視   | 「ANIME+」節目     |
| 日本全國 | KIDS STATION | 2008年1月23日 - 4月16日 | 星期三 24時00分 - 24時30分 | 衛星電視   | 有重播             |

【懺・】絶望先生
| 地區     | 電視台       | 播放期間                 | 播放日時                   | 所屬聯播網 | 備註           |
| -------- | ------------ | ------------------------ | -------------------------- | ---------- | -------------- |
| 神奈川縣 | 神奈川電視台 | 2009年7月4日 - 9月26日   | 星期六 24時30分 - 25時00分 | 獨立UHF局  |                |
| 千葉縣   | 千葉電視台   | 2009年7月5日 - 9月27日   | 星期日 23時30分 - 24時00分 | 獨立UHF局  |                |
| 埼玉縣   | 埼玉電視台   | 2009年7月5日 - 9月27日   | 星期日 25時00分 - 25時30分 | 獨立UHF局  |                |
| 兵庫縣   | SUN電視台    | 2009年7月6日 - 9月28日   | 星期一 24時00分 - 24時30分 | 獨立UHF局  |                |
| 東京都   | TOKYO MX     | 2009年7月6日 - 9月28日   | 星期一 25時30分 - 26時00分 | 獨立UHF局  |                |
| 愛知縣   | 愛知電視台   | 2009年7月7日 - 9月29日   | 星期二 25時28分 - 25時58分 | 東京電視網 |                |
| 京都府   | KBS京都      | 2009年7月8日 - 9月30日   | 星期三 25時00分 - 25時30分 | 獨立UHF局  |                |
| 日本全國 | BS11         | 2009年7月10日 - 10月2日  | 星期五 24時30分 - 25時00分 | 衛星電視   | 「ANIME+」節目 |
| 日本全國 | AT-X         | 2009年8月27日 - 11月19日 | 星期四 11時30分 - 12時00分 | 衛星電視   | 有重播         |

| 千葉電視台 星期日23:30-24:00 | 千葉電視台 星期日23:30-24:00 | 千葉電視台 星期日23:30-24:00 |
| ---------------------------- | ---------------------------- | ---------------------------- |
|                              | 絕望先生                     |                              |
| 陸上防衛隊                   | 初音島II                     |                              |

| 千葉電視台 星期日23:30-24:00 | 千葉電視台 星期日23:30-24:00 | 千葉電視台 星期日23:30-24:00 |
| ---------------------------- | ---------------------------- | ---------------------------- |
|                              | 俗·絕望先生                  |                              |
| 初音島                       | 初音島II                     |                              |

| 千葉電視台 星期日23:30-24:00 | 千葉電視台 星期日23:30-24:00 | 千葉電視台 星期日23:30-24:00 |
| ---------------------------- | ---------------------------- | ---------------------------- |
|                              | 懺·絕望先生                  |                              |
| 魔神相剋者                   | —                            |                              |

## （被）抄襲事件
台灣Channel [V]娛樂台將播出新節目，名為我愛黑澀棒棒堂。2009年10月10日，節目尚未正式播出前，官方在Youtube釋出搶先試看版影片，經網友觀察後發現片頭的畫面與《懺·絕望先生》之片頭曲畫面極度相似，因而被視為抄襲。
後來有網友將資料彙整過後寄至《絕望先生》動畫製作團隊StarChild母公司King Records，希望日本方面能夠正視這次的事件，但未得到正式回覆。另外事件爆發後，Channel V並無任何人員發表聲明稿說明。其後官方聲明該片頭為獨立製作，只是恰似雷同，也證實該影片並未與日方接洽。
Channel V為了平息此事件，決定從第4集起，將片頭動畫的被指抄襲部分剪掉。

## 外部連結
- 動畫第一期官方網站(Starchild) （页面存档备份，存于）（日語）
- 動畫第二期官方網站(Starchild) （页面存档备份，存于）（日語）
- 動畫第三期官方網站(Starchild) （页面存档备份，存于）（日語）
- 動畫製作公司Shaft官方網站 （页面存档备份，存于）（日語）
- http://wiki.kumetan.net/index.php?%E3%81%95%E3%82%88%E3%81%AA%E3%82%89%E7%B5%B6%E6%9C%9B%E5%85%88%E7%94%9Findex （页面存档备份，存于）（日語）